# 李建新 (企业家)
李建新（1953年10月—），男，汉族，河北枣强人，中华人民共和国企业家，中国共产党党员，曾任长丰集团董事长，第十一、十二、十三届全国人民代表大会湖南地区代表。

## 生平
中学就读于湖南省永州市第一中学，本科毕业于华中理工大学管理科学与工程专业。2008年起担任全国人大代表。2013年，担任全国人大代表。2018年2月24日，当选为第十三届全国人大代表。